# Baldwin Lonsdale
Baldwin Jacobson Lonsdale (Mota Lava, 5 agosto 1950 – Port Vila, 17 giugno 2017) è stato un presbitero e politico vanuatuano, presidente di Vanuatu dal 22 settembre 2014 alla morte, avvenuta il 17 giugno 2017.

## Biografia
Presbitero della Chiesa anglicana, fu eletto presidente di Vanuatu il 22 settembre 2014 all'ottavo scrutinio, quando raggiunse la maggioranza richiesta dei due terzi dei voti. È stato il secondo presbitero anglicano a ricoprire la carica dopo John Bani.
Prima di essere ordinato presbitero era stato segretario generale del governo della provincia di Torba.
È scomparso il 17 giugno 2017 a seguito di un attacco cardiaco all'età di 67 anni.